# Утка (Нижегородская область)
Утка — село в Гагинском районе Нижегородской области России. Входит в состав Ветошкинского сельсовета.

## География
Находится в юго-восточной части Нижегородской области, в зоне хвойно-широколиственных лесов,  на расстоянии приблизительно 15 километров (по прямой) на восток-северо-восток от села Гагина, административного центра района.

### Климат
Климат характеризуется как умеренно континентальный, с коротким тёплым летом и холодной снежной зимой. Среднегодовая температура — 3,2 — 3,4 °C. Средняя температура воздуха самого тёплого месяца (июля) — 17 — 19 °C; самого холодного (января) — −14 — −12 °C. Среднегодовое количество атмосферных осадков составляет 450—500 мм, из которых 349 мм выпадает в период с апреля по октябрь.

## История
Изначально образовалось как поместье дворян Урусовых. Упоминается с 1776 года как село Троицкое, названное по церкви (не сохранившейся). В 1860-х годах начала действовать недостроенная Владимирская церковь (ныне в руинированном виде). В настоящее время село постепенно вымирает.

## Население
| 2002 | 2010 |
| ---- | ---- |
| 111  | ↘49  |

Постоянное население составляло 111 человек (русские 99 %) в 2002 году, 49 в 2010.

## Инфраструктура
Личное подсобное хозяйство с зоной сельскохозяйственного использования, индивидуальная застройка усадебного типа.

## Памятные места, достопримечательности
Памятник Воинам, павшим в Великой Отечественной войне.
Церковь Владимирской иконы Божией матери

## Транспорт
В селе завершается региональная автодорога 22Н-1817.